# Адхьятман
Адхьятма́н (др.-инд. «adhy-atman», буквально — «относящийся к душе, к Я», «собственный») — в поздневедийских концепциях мира высший дух, душа Вселенной. В Упанишадах Адхьятман как душа-демиург связан с человеком, «Я», микрокосмом, и одновременно соотнесён с божественным, с макрокосмом, с Адхидевата. Наряду с понятием Адхидевата, это понятие должно рассматриваться как дальнейшее развитие учения о тождестве макро- и микрокосма, Вселенной и первочеловека (см. Пуруша).